# ラス・パラブラス・デ・アモール (愛の言葉)
「ラス・パラブラス・デ・アモール (愛の言葉)」 (Las Palabras de Amor (The Words of Love) ) は、イギリスのロック・バンド、クイーンによるロック・バラードである。この曲は、1982年のアルバム『ホット・スペース』の3番目のシングルとしてリリースされた。作曲はギタリストのブライアン・メイで、全英シングルチャートで17位を獲得し、イギリスでは前シングル（ボディ・ランゲージ）より人気があった。

## 背景
この曲の歌詞は、ギタリストのブライアン・メイによって書かれた。ヴォーカルは、リードシンガーのフレディ・マーキュリーが中心となり、ブライアンは高いハーモニーのヴォーカルをとっている。この曲は、彼らの南アメリカのファンとの密接な関係によって刺激させられた。これは、トップ・オブ・ザ・ポップスにバンドで5番目に入った曲である（最初、2番目、3番目、4番目はそれぞれ輝ける7つの海、キラー・クイーン、ナウ・アイム・ヒア、懐かしのラヴァー・ボーイ）。この口パクパフォーマンスでブライアンは、グランドピアノを演奏しており、また、レコーディングにおいてはピアノとシンセサイザーの両方をアコースティックギターやエレクトリックギターに加えて演奏している。ブライアンは、「this time and evermore」というハーモニーのリードヴォーカルを歌っている。フレディが、1カ所、正しくない言葉で真似ている部分が見受けられる。
1992年にウェンブリー・スタジアムで行われたフレディ・マーキュリー追悼コンサートでは、後半でズッケロとクイーンによってパフォーマンスされた3番目の歌である。2008年のクイーン+ポール・ロジャース・ロック・ザ・コスモス・ツアーでは、スペイン語圏で演奏され、ブライアンが歌った。
この歌は、1999年、クイーンのグレイテスト・ヒッツIII 〜フレディー・マーキュリーに捧ぐ〜で『メイド・イン・ヘヴン』、『ヘヴン・フォー・エヴリワン』の後、ブライアン・メイのシングル『ドリヴィン・バイ・ユー』の前に収録されている。
女優のエレイン・ペイジが、1988年のアルバム『The Queen Album』にカバーバージョンを収録した。
ジャケットの赤ちゃんの顔写真は、ザ・クロスのシングル『New Dark Ages』で再使用されている。

## 担当
- フレディ・マーキュリー - リードヴォーカル、コーラス
- ブライアン・メイ - リードヴォーカル、コーラス、アコースティックギター、エレクトリックギター、ピアノ、シンセサイザー
- ジョン・ディーコン - ベースギター
- ロジャー・テイラー - ドラム、コーラス

## シングル収録曲
1. ラス・パラブラス・デ・アモール (愛の言葉) - Las Palabras De Amor (The Words of Love) (May)
2. クール・キャット - Cool Cat (Deacon & Mercury)

## チャート
| 国       | ピーク |
| -------- | ------ |
| イギリス | 17     |